# 玉江橋 (大阪府)

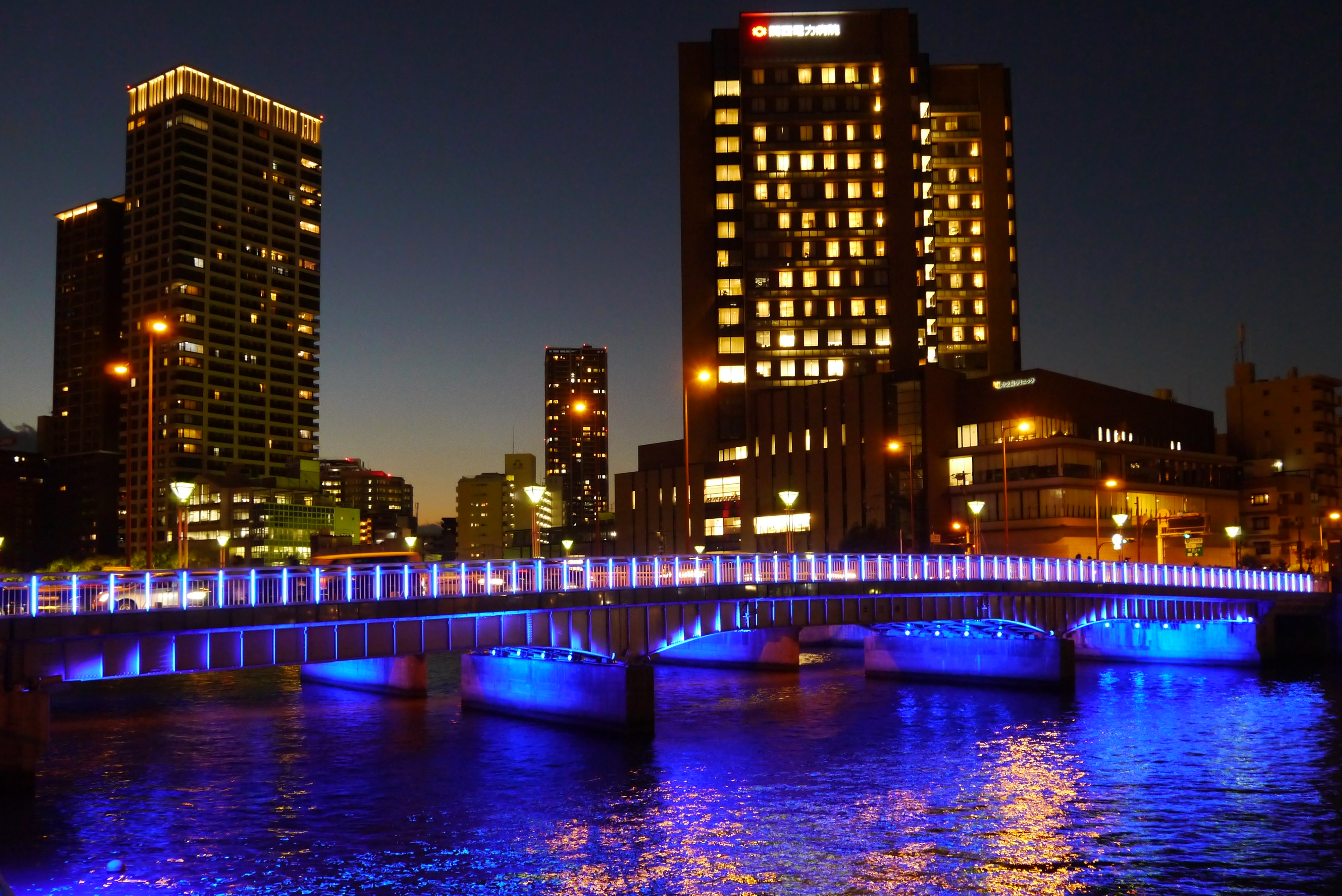
玉江橋

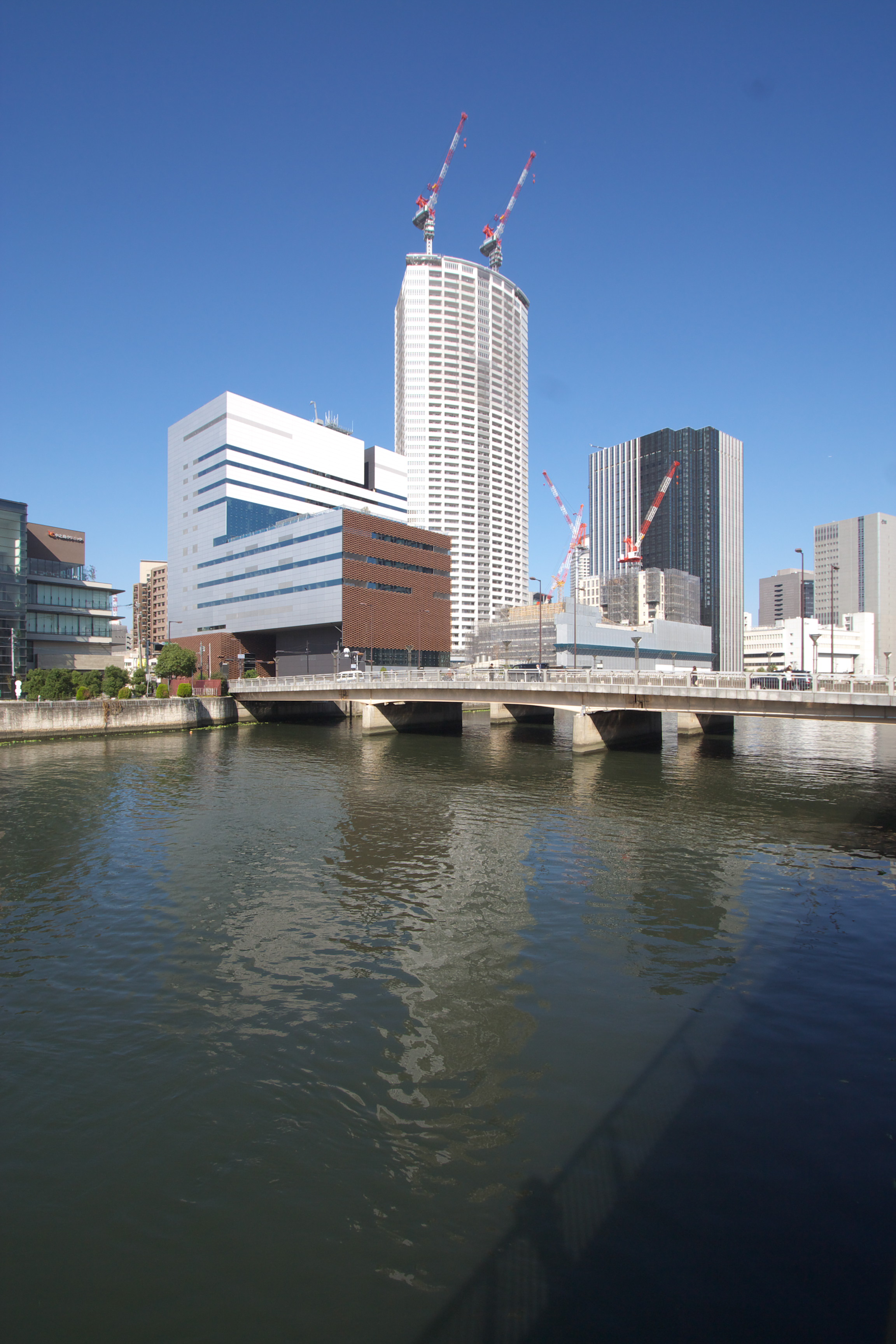
玉江橋

玉江橋（たまえばし）は、大阪府大阪市の堂島川に架かるなにわ筋の橋である。浪速の名橋50選にも選ばれている。

## 概要
大阪市北区中之島四丁目 - 福島区福島一丁目の間を結んでいる。橋長は上流側77.0m、下流側78.8m、幅員は上流側13.0m、下流側12.3mの鋼桁橋である。大阪市が管理している。

## 歴史

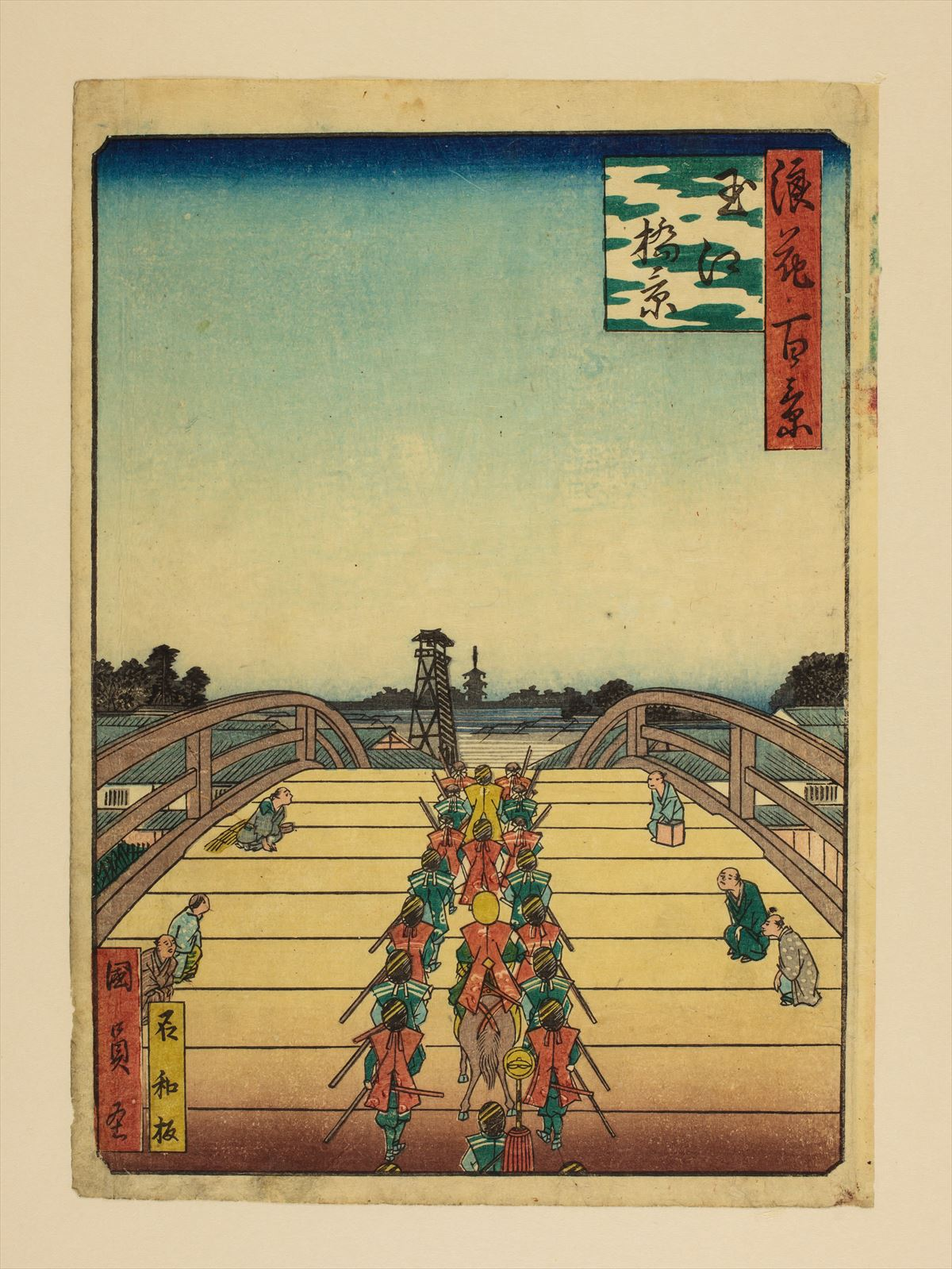
幕末に描かれた「玉江橋」（浪花百景）

貞享・元禄年間に行われた堂島新地の開発に伴って架けられた橋で、架橋当初は堀江橋と称した。しかし、1698年（元禄11年）に堀江新地の開発に伴って堀江川に同名の橋が架橋されたことを受けて改称された経緯がある。
昔は大阪の七不思議の一つとして「玉江橋の南に天王寺さんの五重塔が見える」と言われていた。玉江橋より南東方向に位置する四天王寺がなぜか南に見えると不思議がっているが、堂島川は当橋の上流付近で西から南西へ向きを変え始めるため、当橋は南ではなく南東へ向けて架かっている、という落ちで、古典落語の『鷺とり』に登場する。
福澤諭吉は玉江橋の北詰にあった中津藩の蔵屋敷で生まれている。
1885年（明治18年）の淀川大洪水で流失。一度復旧するも1909年（明治42年）のキタの大火（天満焼け）で焼失した。
現在の橋は、上流側の橋が1929年（昭和4年）9月19日に幅員10.9m（6間）で架け替えられた。1969年（昭和44年）に高潮対策によるかさ上げ工事と幅員13.0mへの拡幅工事が行われ、同時に下流側の橋が架橋された。1991年（平成3年）には改装工事が行われ、アルミ製の高欄やタイル舗装、照明灯などが設置された。

## 周辺

### 周囲の橋
- 田蓑橋 - 1つ上流側の橋。
- 堂島大橋 - 1つ下流側の橋。
- 常安橋 - 南側の土佐堀川に架かる橋。

### 中之島（南側）
- 中之島
- 大阪国際会議場（グランキューブ大阪）
- リーガロイヤルホテル
- NTT中之島ビル
- 大阪シティバス 玉江橋バス停
- 大阪大学中之島センター
- 大阪市立扇町高等学校跡地
- 京阪中之島線 中之島駅 ※仮称は玉江橋駅であった。

### 福島（北側）
- 関西電力病院
- 大阪中之島合同庁舎
- ほたるまち
  - 朝日放送グループホールディングス本社
  - 堂島リバーフォーラム
  - ABCホール
  - The Tower Osaka